# شاهزاده احمد بن علی
شاهزاده احمد بن علی مربوط به دوره صفوی -قرن ۸ ه‍.ق است و در شهرستان قم، بخش خلجستان، روستای کاسوا واقع شده و این اثر در تاریخ ۷ مهر ۱۳۸۱ با شمارهٔ ثبت ۶۵۱۹ به‌عنوان یکی از آثار ملی ایران به ثبت رسیده است.